# Jonas Ried
Jonas Ried, né le 18 décembre 2004 à Ehingen en Allemagne, est un pilote automobile allemand. Il participe à des championnats de sport-prototypes, tels que le Championnat du monde d'endurance FIA, l'European Le Mans Series et l'Asian Le Mans Series.

## Carrière

### Karting
Ayant terminé deuxième du Trophy Trophy Weiß-Blau en 2014,, Jonas Ried débute le karting au niveau national dès l'année suivante. Il participe au ADAC Kart Masters dans la catégorie Bambini. En parallèle il dispute le South German ADAC Kart Cup où il termine troisième en 2016 et termine la même année vice-champion de l'ADAC Kart Bundesendlauf lors de sa première année dans la catégorie OK-Junior en 2017. En 2019, il termine neuvième du Trofeo Andrea Margutti et participe également le WSK Euro Series dans la catégorie OK. Jonas Ried poursuit sa carrière en karting jusqu'en 2020 où il participe à l'ADAC Kart Masters au volant d'un karting équipé d'une boite de vitesses.

### Monoplace

#### Formule 4

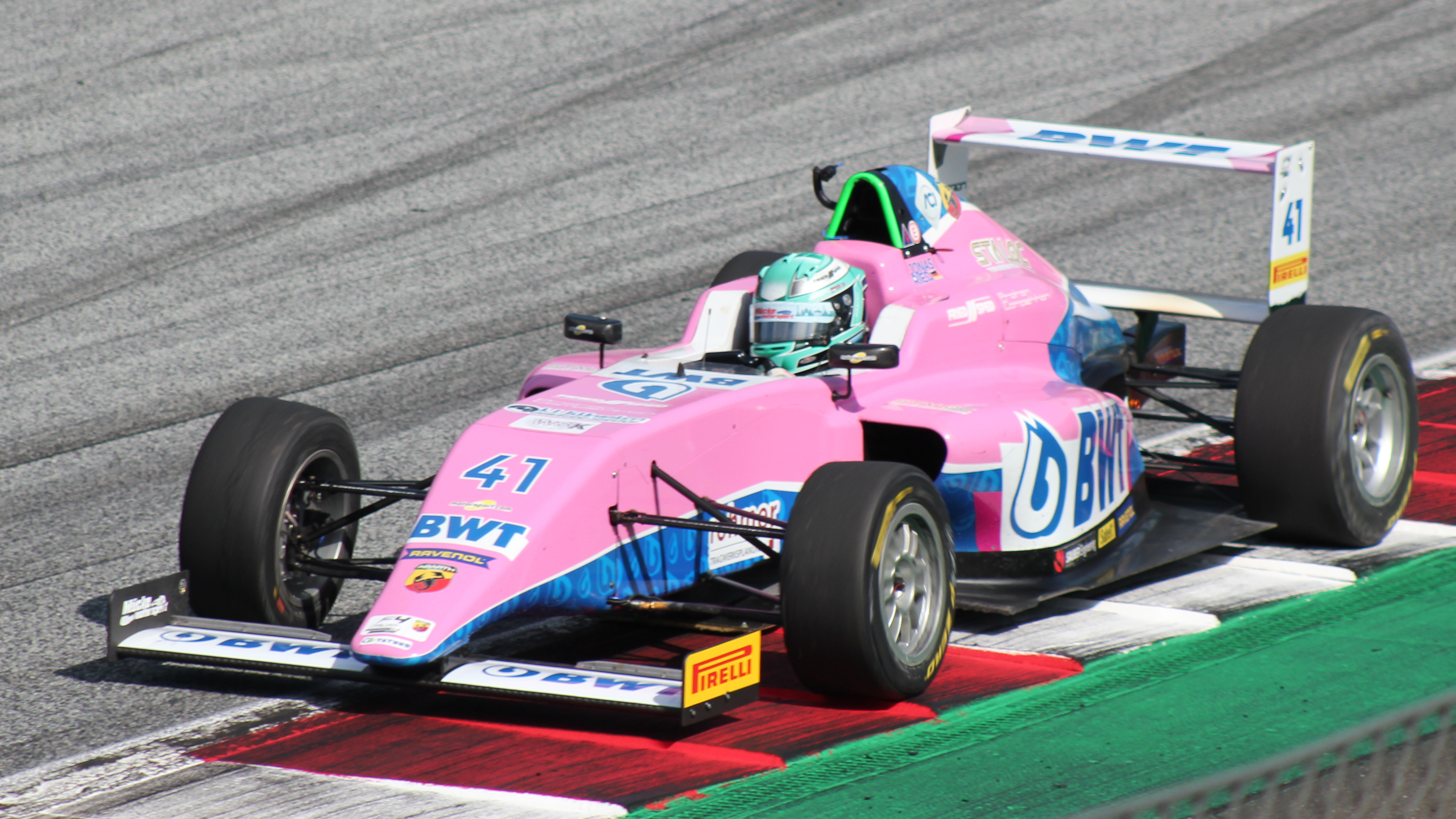
Jonas Ried en Formule 4 italienne en 2021 à Spileberg.

Jonas Ried fait ses débuts en monoplace en 2021, il commence sa saison dans le championnat des Émirats arabes unis de Formule 4 où il court pour l'écurie BWT Mücke Motorsport. Il termine presque toutes les courses dans les points et décroche son premier podium lors de la seconde manche de Yas Marina puis un deuxième lors de l'ultime manche du championnat à Dubaï. Il se classe neuvième du championnat avec 77 points. Il dispute ensuite le championnat italien de F4 toujours avec Mücke Motorsport où il fait notamment équipe avec Joshua Dürksen. Il inscrit son premier point de la saison lors de la course 3 de la manche du Castellet puis réalise son meilleur résultat de la saison en terminant quatrième de la première course de la manche de Misano en décrochant le meilleur tour en course. Il se classe vingt-troisième du championnat avec 13 points.

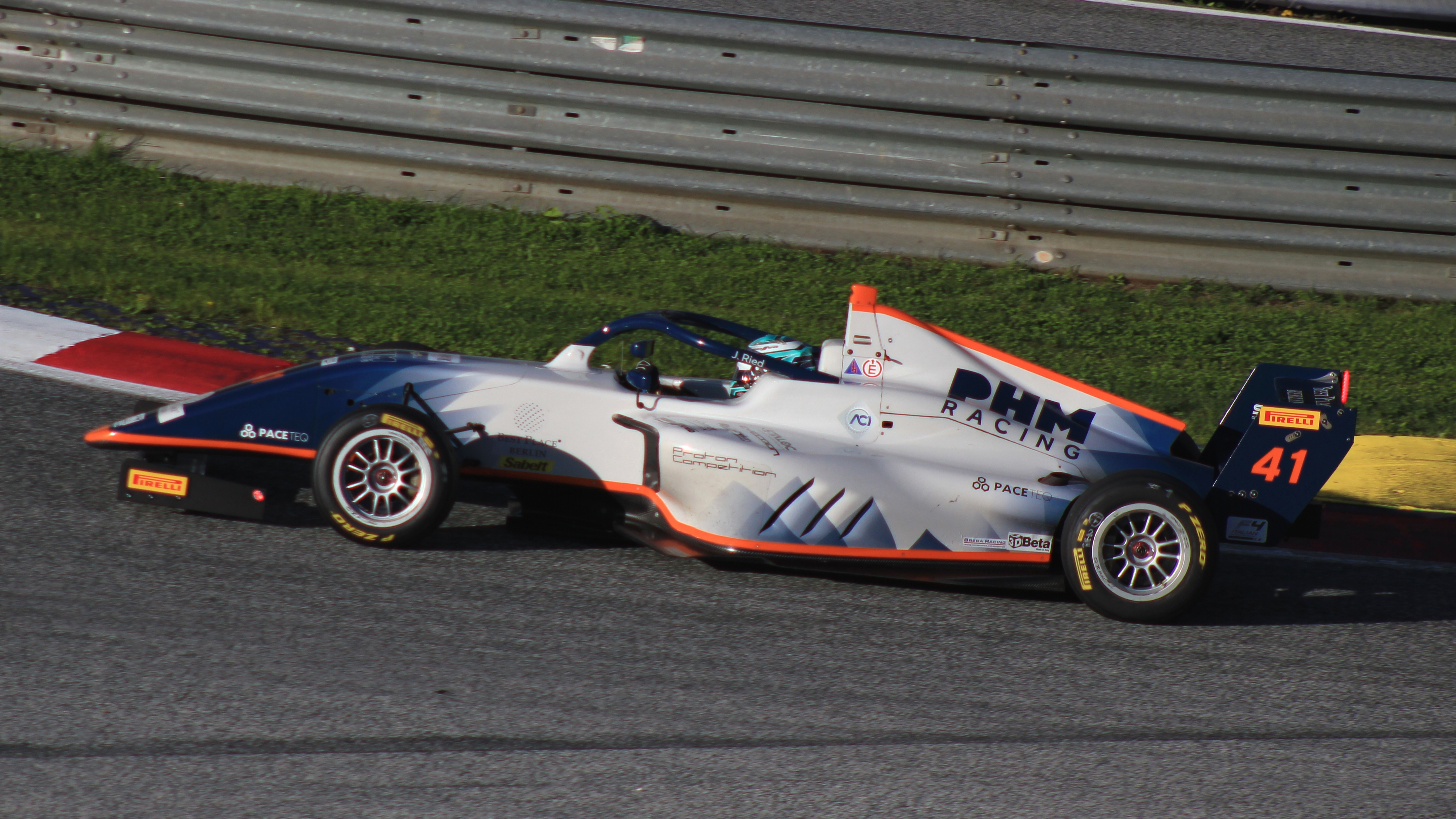
Jonas Ried en Formule 4 italienne en 2022 à Spileberg.

Pour la saison 2022, Ried dispute de nouveau le championnat UAE mais rejoint l'écurie PHM Racing aux côtés de Taylor Barnard et Nikita Bedrin. Sa campagne hivernale est beaucoup plus compliquée que l'année précédente; il ne termine qu'à deux reprises dans les points lors de l'ultime manche de Yas Marina et ne se classe que vingt-troisième avec 4 points. Il retrouve ses coéquipiers dans le championnat italien où il n'inscrit qu'un seul point lors de la première course de la manche de Monza et ne termine que vingt-cinquième du championnat. Il dispute en parallèle le championnat allemand où il s'en sort nettement mieux, terminant presque toutes les courses dans les points avec pour meilleur résultat deux cinquième places à Hockenheim et au Lausitzring. Il se classe neuvième du championnat avec 71 points. En fin de saison, il dispute la dernière manche du championnat espagnol à Barcelone en tant que pilote invité.

### Endurance

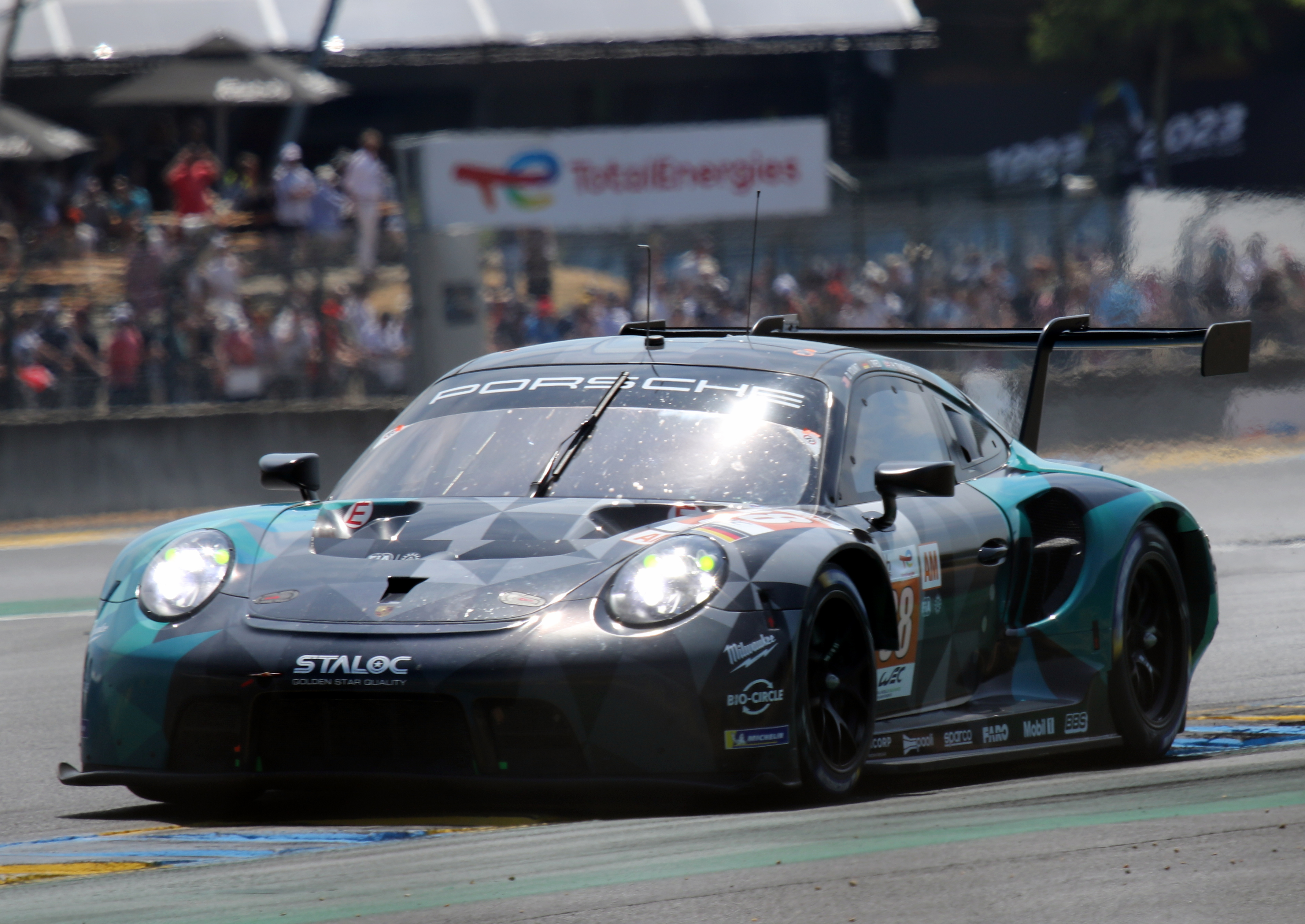
la Porsche 911 RSR-19 n°88 de l'écurie Proton Competition

Jonas Ried commence sa carrière en endurance en 2023 et participe au championnat Asian Le Mans Series dans la catégorie LMP3 au volant d'une Duqueine M30 - D08 pour le compte de l'écurie allemande Rinaldi Racing. Il pilote avec le Britannique Lorcan Hanafin et l'Allemand Matthias Lüthen (en). Lors de la première manche, les 4 Heures de Dubaï, l'équipage passe le drapeau à damier en 4e position. Cependant, la voiture abandonne lors des trois autres manches. À la suite de sa participation à ce championnat, toujours en Sport-prototype mais cette fois ci dans la catégorie LMP2 Pro/Am, Jonas Ried participe au championnat European Le Mans Series pour le compte de l'écurie de son père Christian Ried, le Proton Competition, au volant d'une Oreca 07 et avec comme coéquipiers les pilotes italiens Giorgio Roda et Gianmaria Bruni ainsi que le pilote néerlandais Bent Viscaal. Pour cette première saison à ce niveau, Jonas Ried voit le drapeau à damier en quatre occasions avec comme meilleure position une 5e place lors des 4 Heures de l'Aragon. Il a également l'opportunité de piloter lors des 24 Heures du Mans. En effet, la Porsche 911 RSR-19 n°88 de l'écurie Proton Competition devait être pilotée par le Britannique Ollie Millroy et le L'Américain Brendan Iribe. Ceux-ci ont été remplacés par Jonas Ried et le pilote américain Donald Yount. N'ayant jamais piloté lors de la classique mancelle, Ried a dû se plier à un roulage de nuit lors de la journée test. Lors de l'épreuve, au petit matin, Ried sort violemment de la piste à Indianapolis et doit abandonner,.

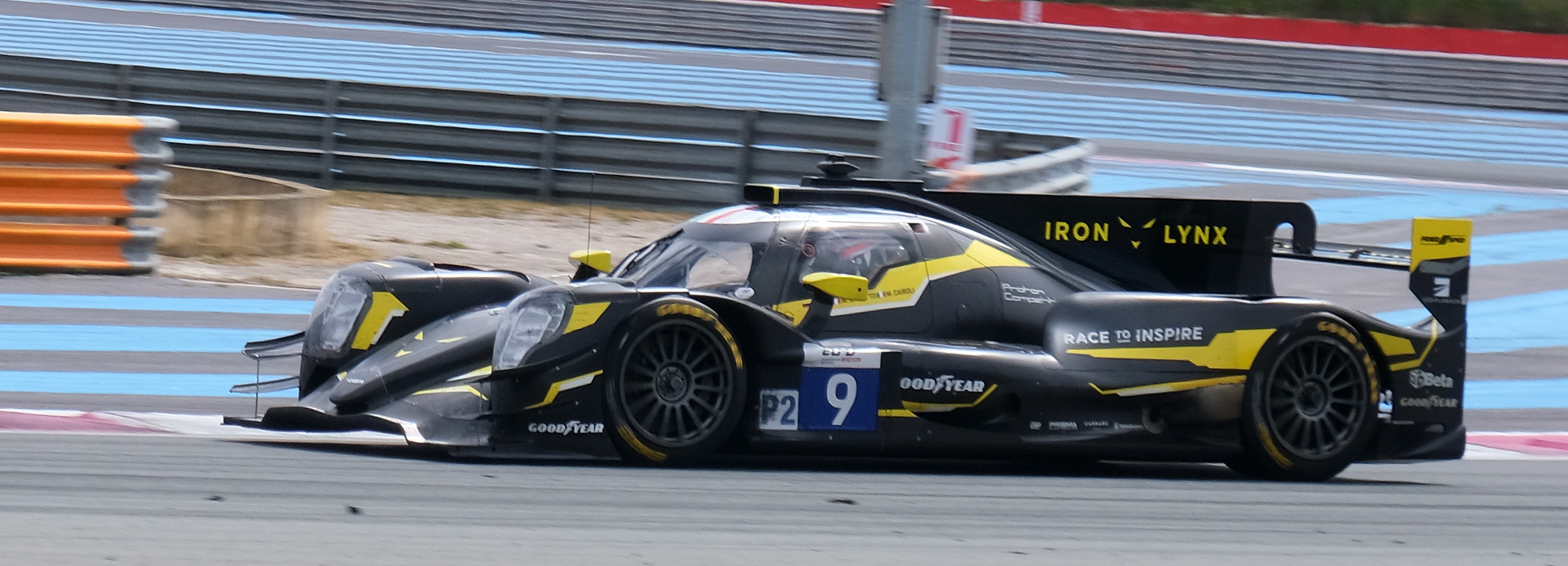
L'Oreca 07 n°9 de l’écurie allemande Iron Lynx Proton Competition

En 2024, Jonas Ried participe de nouveau au championnat Asian Le Mans Series, cette fois-ci dans la catégorie LMP2 et avec l'écurie slovaque ARC Bratislava, avec comme coéquipiers le pilote suisse Mathias Beche et le pilote slovaque Miro Konôpka. Bien que la voiture ai vu le drapeau à damier dans chaque manche, son meilleur classement est une 8e place, et l'écurie finit ainsi dernière du championnat. Comme la saison passée, Ried enchaine ensuite avec une participation au championnat European Le Mans Series pour le compte de l'écurie Iron Lynx  - Proton dans la catégorie LMP2. Il a comme coéquipiers le pilote italien Matteo Cairoli et le pilote français Macéo Capietto. Il obtient comme meilleur résultat la victoire lors des 4 Heures du Mugello.

## Résultats

### Résultats en compétition automobile
| Saison    | Championnat                                      | Écurie               | Courses | Victoires | Pole positions | Meilleurs tours | Podiums | Points | Classement |
| --------- | ------------------------------------------------ | -------------------- | ------- | --------- | -------------- | --------------- | ------- | ------ | ---------- |
| 2021      | Championnat des Émirats arabes unis de Formule 4 | BWT Mücke Motorsport | 20      | 0         | 0              | 0               | 2       | 77     | 9e         |
| 2021      | Championnat d'Italie de Formule 4                | BWT Mücke Motorsport | 21      | 0         | 0              | 1               | 0       | 13     | 25e        |
| 2022      | Championnat des Émirats arabes unis de Formule 4 | PHM Racing           | 20      | 0         | 0              | 0               | 0       | 4      | 23e        |
| 2022      | Championnat d'Allemagne de Formule 4             | PHM Racing           | 18      | 0         | 0              | 1               | 0       | 71     | 9e         |
| 2022      | Championnat d'Italie de Formule 4                | PHM Racing           | 20      | 0         | 0              | 0               | 0       | 1      | 25e        |
| 2022      | Championnat d'Espagne de Formule 4               | Monlau Motorsport    | 3       | 0         | 0              | 0               | 0       | 0†     | n.c        |
| 2023      | Asian Le Mans Series                             | Rinaldi Racing       | 4       | 0         | 0              | 0               | 0       | 12     | 12e        |
| 2023      | European Le Mans Series                          | Proton Competition   | 6       | 0         | 0              | 0               | 0       | 33     | 11e        |
| 2023-2024 | Asian Le Mans Series                             | ARC Bratislava       | 5       | 0         | 0              | 0               | 0       | 7      | 14e        |
| 2024      | European Le Mans Series                          | Iron Lynx - Proton   | 6       | 1         | 1              | 0               | 1       | 36     | 8e         |
| 2024-2025 | Asian Le Mans Series                             | Proton Competition   | 6       | 0         | 0              | 0               | 0       | 25     | 10e        |
| 2025      | European Le Mans Series                          | Iron Lynx - Proton   |         |           |                |                 |         |        | e          |

† Ried étant un pilote invité, il était inéligible aux points.

### Résultats aux 24 Heures du Mans
| Année | Équipe             | Équipiers                   | Voiture            | Classe | Tours | Pos.    | Class Pos. |
| ----- | ------------------ | --------------------------- | ------------------ | ------ | ----- | ------- | ---------- |
| 2023  | Proton Competition | Harry Tincknell Don Yount   | Porsche 911 RSR-19 | GTE Am | 170   | Abandon | Abandon    |
| 2024  | Proton Competition | Macéo Capietto Bent Viscaal | Oreca 07-Gibson    | LMP2   | 86    | Abandon | Abandon    |

### Résultats enEuropean Le Mans Series
| Année | Écurie             | Châssis  | Moteur                     | Classe      | 1        | 2     | 3        | 4        | 5        | 6     | Position | Points |
| ----- | ------------------ | -------- | -------------------------- | ----------- | -------- | ----- | -------- | -------- | -------- | ----- | -------- | ------ |
| 2023  | Proton Competition | Oreca 07 | Gibson GK428 4,2 l V8 Atmo | LMP2 Pro/Am | CAT 6    | LEC 6 | ARA 5    | SPA Abd. | ALG Abd. | POR 7 | 11e      | 33     |
| 2024  | Iron Lynx – Proton | Oreca 07 | Gibson GK428 4,2 l V8 Atmo | LMP2        | BAR Abd. | LEC 9 | IMO Abd. | SPA 7    | MUG 1    | POR 9 | 8e       | 36     |

### Résultats enAsian Le Mans Series
| Année     | Écurie             | Châssis            | Moteur                     | Classe | Pneus | 1      | 2        | 3        | 4        | 5     | 6     | Position | Points |
| --------- | ------------------ | ------------------ | -------------------------- | ------ | ----- | ------ | -------- | -------- | -------- | ----- | ----- | -------- | ------ |
| 2023      | Rinaldi Racing     | Duqueine M30 - D08 | Nissan VK56 5,6 l V8 Atmo  | LMP3   | M     | DUB 4  | DUB Abd. | ABU Abd. | ABU Abd. |       |       | 12e      | 12     |
| 2023-2024 | ARC Bratislava     | Oreca 07           | Gibson GK428 4,2 l V8 Atmo | LMP2   | M     | SEP 10 | SEP 10   | DUB 10   | ABU 11   | ABU 8 |       | 14e      | 7      |
| 2024-2025 | Proton Competition | Oreca 07           | Gibson GK428 4,2 l V8 Atmo | LMP2   | M     | SEP 9  | SEP 10   | DUB 9    | DUB Abd. | ABU 5 | ABU 5 | 10e      | 25     |